# 베버비제역
베버비제역(U-Bahnhof Weberwiese)은 베를린 프리드리히스하인크로이츠베르크구 프리드리히스하인에 있는 U5의 역이다. 카를마르크스알레(Karl-Marx-Allee) 연선상에 설치되어 있다. 개통 당시의 역명은 당시 독일 도시였던 클라이페다의 독일어 이름을 딴 메멜러 슈트라세(Memeler Straße)였다. 과거 베를린 관세벽의 프랑크푸르트 문은 프랑크푸르터 토어역이 아닌 이 역 일대에 있었다.

## 역사
역사는 알프레드 그레난데르가 설계했으며, 알렉산더플라츠-프리드리히스펠데 구간의 지하 역사는 단순함을 중점에 둔 근대 건축 양식으로 설계했다. 이 역의 설계안은 다른 역에도 거의 그대로 적용되었다. 승강장 양쪽 출입구는 카를마르크스알레로 연결된다. 이 역의 주 색상은 오늘날은 녹색이며, 건설 당시에는 회색이었다. 건설 당시의 승강장 외벽은 30 cm×15 cm 크기의 타일로 마감되어 있었고, 역명판은 검은 배경에 흰 글씨를 사용했다.
제2차 세계 대전 당시 연합군의 베를린 폭격으로 1945년 2월 26일 피해를 입었다. 이로 인해 약 200명이 사망하고 역이 파괴되었다.
1949년 건국된 동독은 오데르-나이세선을 국경으로 인정하고 동방영토의 영유권을 포기했기 때문에, 1950년 메멜러 슈트라세의 이름을 폴란드 사회당(PPS)의 공동 창립자 율리안 마르흘레프스키(Julian Marchlewski)의 이름을 따서 마르흘레프스키슈트라세(Marchlewskistraße)로 개칭했다. 이에 따라서 역명도 개칭되었다. 독일의 재통일 이후 1992년에 카를마르크스알레 남쪽에 있는 광장의 이름을 따서 베버비제역으로 개칭되었다. 1990년대 중반에는 동독 시기에 부착된 역사 외벽 마감재가 떨어져 나가면서 과거의 이름이었던 메멜러 슈트라세역이 보이기도 했다.
2003년 알렉산더플라츠-프랑크푸르터 알레 구간 지하역 개보수공사 과정에 이 역도 포함되었다. 노반 구조물 외에도 역사가 개보수공사되었으며 모자이크 타일은 에나멜 패널로 대체되었다. 승강장의 아스팔트 포장도 화강암으로 대체되었다. 개보수공사 과정에서 건설 당시 역 모습이 대부분 사라졌고, 동독 시기에 설치된 베를린의 역사에 대한 벽화도 사라졌다. 출입구 공사는 2년 후인 2005년에 진행되었다. 알렉산더플라츠-프리드리히스펠데 구간 건설 당시 이 역의 설계는 다른 역 설계의 원본으로 사용되었으나, 개보수공사로 인하여 변경된 역의 모습 때문에 원래 모습이 잘 보존된 자마리터슈트라세역이 대신 건축유산으로 지정되었다.
2011년 11월 4일 엘리베이터가 운영을 시작했다.

## 인접 철도역
베를린 버스 347, N5번과 환승할 수 있으나, 정류장은 역 남쪽에 있는 힐데가르드야다모비츠슈트라세(Hildegard-Jadamowitz-Straße)에 설치되어 있다.
| 베를린 지하철 5호선                 | 베를린 지하철 5호선 | 베를린 지하철 5호선         |
| ----------------------------------- | ------------------- | --------------------------- |
| 슈트라우스베르거 플라츠 중앙역 방면 | U5                  | 프랑크푸르터 토어 회노 방면 |

## 참고 문헌
- Peter Bock (Hrsg.): U5 Zwischen Alex und Hönow. Geschichte(n) aus dem Untergrund. GVE e. V., Berlin 2003, ISBN 3-89218-079-2.